# Palmarés da Soul Brasil Pro Cycling Team
A equipa ciclista profissional brasileira Soul Brasil Pro Cycling Team, (e as suas anteriores denominações) tem conseguido durante a sua história as seguintes vitórias:

## Funvic-Pindamonhangaba

### 2010

#### Circuitos Continentais da UCI
| Datas         | Circuito                      | Carreiras                                                             | Ganhador                |
| 30 de março   | UCI America Tour de 2009-2010 | 5ª etapa da Volta Ciclista do Uruguai                                 | Roberto Pinheiro        |
| 31 de março   | UCI America Tour de 2009-2010 | 6ª etapa da Volta Ciclista do Uruguai                                 | Héctor Aguilar          |
| 1 de abril    | UCI America Tour de 2009-2010 | 7ªa etapa da Volta Ciclista do Uruguai                                | Héctor Aguilar          |
| 1 de abril    | UCI America Tour de 2009-2010 | 7ªb etapa da Volta Ciclista do Uruguai (CRI)                          | Pedro Nicácio           |
| 3 de abril    | UCI America Tour de 2009-2010 | 9ª etapa da Volta Ciclista do Uruguai                                 | Roberto Pinheiro        |
| 17 de abril   | UCI America Tour de 2009-2010 | 4ª etapa da Volta de Gravataí                                         | Roberto Pinheiro        |
| 18 de abril   | UCI America Tour de 2009-2010 | 5ª etapa da Volta de Gravataí                                         | Roberto Pinheiro        |
| 21 de abril   | UCI America Tour de 2009-2010 | 1ª etapa do Tour de Santa Catarina                                    | José Eriberto Rodrígues |
| 23 de abril   | UCI America Tour de 2009-2010 | 3ª etapa do Tour de Santa Catarina                                    | Edgardo Simón           |
| 2 de junho    | UCI America Tour de 2009-2010 | 1ª etapa da Volta do Paraná                                           | Marco Arriagada         |
| 4 de junho    | UCI America Tour de 2009-2010 | 3ª etapa da Volta do Paraná                                           | Marco Arriagada         |
| 6 de junho    | UCI America Tour de 2009-2010 | Volta do Paraná                                                       | Marco Arriagada         |
| 16 de outubro | UCI America Tour de 2010-2011 | 1ª etapa do Volta de Ciclismo Internacional do Estado de São Paulo    | Edgardo Simón           |
| 17 de outubro | UCI America Tour de 2010-2011 | 2ª etapa do Volta de Ciclismo Internacional do Estado de São Paulo    | Héctor Aguilar          |
| 18 de outubro | UCI America Tour de 2010-2011 | 3ª etapa do Volta de Ciclismo Internacional do Estado de São Paulo    | Flavio Cardoso          |
| 19 de outubro | UCI America Tour de 2010-2011 | 4ªa de o Volta de Ciclismo Internacional do Estado de São Paulo (CRI) | Magno Nazaret           |
| 22 de outubro | UCI America Tour de 2010-2011 | 7ª etapa do Volta de Ciclismo Internacional do Estado de São Paulo    | Edgardo Simón           |

### 2011

#### Circuitos Continentais da UCI
| Datas         | Circuito                      | Carreiras                                                          | Ganhador           |
| 23 de janeiro | UCI America Tour de 2010-2011 | 7ª etapa do Tour de San Luis                                       | Héctor Aguilar     |
| 28 de janeiro | UCI America Tour de 2010-2011 | 2ª etapa da Volta do Chile                                         | Héctor Aguilar     |
| 13 de março   | UCI America Tour de 2010-2011 | 6ª etapa de Rutas de América                                       | Héctor Aguilar     |
| 15 de março   | UCI America Tour de 2010-2011 | Prólogo do Giro do Interior de Saan Pablo                          | Flavio Cardoso     |
| 16 de março   | UCI America Tour de 2010-2011 | 1ª etapa do Giro do Interior de São Paulo                          | Flavio Cardoso     |
| 14 de abril   | UCI America Tour de 2010-2011 | 2ª etapa da Volta de Gravataí                                      | Antonio Nascimento |
| 16 de abril   | UCI America Tour de 2010-2011 | 4ª etapa da Volta de Gravataí                                      | Roberto Pinheiro   |
| 30 de julho   | UCI America Tour de 2010-2011 | 4ª etapa do Tour do Rio                                            | Magno Nazaret      |
| 16 de outubro | UCI America Tour de 2011-2012 | 1ª etapa do Volta de Ciclismo Internacional do Estado de São Paulo | Antonio Nascimento |
| 18 de outubro | UCI America Tour de 2011-2012 | 3ª etapa de Volta de Ciclismo Internacional do Estado de São Paulo | Flavio Cardoso     |
| 19 de outubro | UCI America Tour de 2011-2012 | 4ª etapa do Volta de Ciclismo Internacional do Estado de São Paulo | Roberto Pinheiro   |
| 21 de outubro | UCI America Tour de 2011-2012 | 6ª etapa do Volta de Ciclismo Internacional do Estado de São Paulo | Roberto Pinheiro   |
| 23 de outubro | UCI America Tour de 2011-2012 | 8ª etapa do Volta de Ciclismo Internacional do Estado de São Paulo | Roberto Pinheiro   |

#### Campeonatos nacionais
| Datas       | Carreiras                           | Ganhador      |
| 24 de junho | Campeonato do Brasil Contrarrelógio | Magno Nazaret |

### 2012

#### Circuitos Continentais da UCI
| Data          | Circuito                      | Carreira                                                            | Ganhador              |
| 18 de março   | UCI America Tour de 2011-2012 | 1.ª etapa da Volta a México                                         | Héctor Fabián Aguilar |
| 1 de abril    | UCI America Tour de 2011-2012 | 3.ª etapa da Volta do Uruguai                                       | Héctor Fabián Aguilar |
| 6 de abril    | UCI America Tour de 2011-2012 | 8.ª etapa da Volta do Uruguai                                       | Magno Nazaret (CRI)   |
| 8 de abril    | UCI America Tour de 2011-2012 | Volta do Uruguai                                                    | Magno Nazaret         |
| 13 de maio    | UCI America Tour de 2011-2012 | 2.ª etapa da Volta à Guatemala                                      | Gregory Panizo        |
| 2 de setembro | UCI America Tour de 2011-2012 | 5.ª etapa do Tour do Rio                                            | Roberto Pinheiro      |
| 16 de outubro | UCI America Tour de 2012-2013 | 3.ª etapa do Volta de Ciclismo Internacional do Estado de São Paulo | Magno Nazaret (CRI)   |
| 21 de outubro | UCI America Tour de 2012-2013 | Volta de Ciclismo Internacional do Estado de São Paulo              | Magno Nazaret         |

#### Campeonatos nacionais
| Data        | Carreira                        | Ganhador          |
| 24 de junho | Campeonato do Brasil em Estrada | Otavio Bulgarelli |

## Funvic Brasilinvest-São José dos Campos

### 2013

#### Circuitos Continentais da UCI
| Data          | Circuito                      | Carreira                     | Ganhador           |
| 6 de janeiro  | UCI America Tour de 2012-2013 | Copa América de Ciclismo     | Francisco Chamorro |
| 23 de janeiro | UCI America Tour de 2012-2013 | 3ª etapa do Tour de San Luis | Alex Diniz         |
| 1 de setembro | UCI America Tour de 2012-2013 | 5ª etapa do Tour do Rio      | Gregolry Panizo    |

### 2014

#### Circuitos Continentais da UCI
| Data            | Circuito                      | Carreira                                                                  | Ganhador              |
| 9 de fevereiro  | UCI America Tour de 2013-2014 | 1.ª etapa do Volta de Ciclismo Internacional do Estado de São Paulo       | Flavio Cardoso        |
| 10 de fevereiro | UCI America Tour de 2013-2014 | 2.ª etapa do Volta de Ciclismo Internacional do Estado de São Paulo       | Juan Sebastián Tamayo |
| 11 de fevereiro | UCI America Tour de 2013-2014 | 3.ª etapa do Volta de Ciclismo Internacional do Estado de São Paulo       | Magno Nazaret         |
| 12 de fevereiro | UCI America Tour de 2013-2014 | 4.ª etapa do Volta de Ciclismo Internacional do Estado de São Paulo (CRI) | Magno Nazaret         |
| 16 de fevereiro | UCI America Tour de 2013-2014 | Volta de Ciclismo Internacional do Estado de São Paulo                    | Magno Nazaret         |
| 10 de abril     | UCI America Tour de 2013-2014 | 2.ª etapa da Volta ao Rio Grande do Sul                                   | Óscar Sánchez         |
| 24 de abril     | UCI America Tour de 2013-2014 | 2.ª etapa da Volta do Paraná                                              | Carlos Manarelli      |
| 25 de abril     | UCI America Tour de 2013-2014 | 3.ª etapa da Volta do Paraná                                              | Carlos Manarelli      |
| 27 de abril     | UCI America Tour de 2013-2014 | Volta do Paraná                                                           | Carlos Manarelli      |

#### Campeonatos nacionais
| Datas       | Carreiras                                 | Ganhador        |
| 27 de junho | Campeonato do Brasil Contrarrelógio (CRI) | Pedro Nicácio   |
| 29 de junho | Campeonato do Brasil em Estrada           | Antonio Garnero |

## Carrefour Funvic Soul Cycling Team

### 2015

#### Circuitos Continentais da UCI
| Data               | Circuito                 | Carreira                                                              | Ganhador           |
| 20 de janeiro      | UCI America Tour de 2015 | 2.ª etapa do Tour de São Luis                                         | Daniel Díaz        |
| 22 de janeiro      | UCI America Tour de 2015 | 4.ª etapa do Tour de São Luis                                         | Daniel Díaz        |
| 24 de janeiro      | UCI America Tour de 2015 | 6.ª etapa do Tour de São Luis                                         | Kléber Ramos       |
| 19 - 25 de janeiro | UCI America Tour de 2015 | Tour de São Luis                                                      | Daniel Díaz        |
| 28 de março        | UCI America Tour de 2015 | 2ª etapa da Volta a Uruguai                                           | Francisco Chamorro |
| 29 de março        | UCI America Tour de 2015 | 3ª etapa da Volta a Uruguai                                           | Francisco Chamorro |
| 1 de abril         | UCI America Tour de 2015 | 6ª etapa da Volta a Uruguai                                           | Francisco Chamorro |
| 3 de abril         | UCI America Tour de 2015 | 8ª etapa da Volta a Uruguai                                           | Francisco Chamorro |
| 8 de abril         | UCI America Tour de 2015 | 1ª etapa da Volta a Rio Grande do Sur                                 | Roberto Pinheiro   |
| 29 de maio         | UCI America Tour de 2015 | 3ª etapa da Volta do Paraná\|Volta Ciclistica Internacional de Paraná | Flavio Cardoso     |
| 29 de agosto       | UCI America Tour de 2015 | 4ª etapa do Tour do Rio                                               | Kléber Ramos       |
| 16 de novembro     | UCI America Tour de 2015 | Copa América de Ciclismo                                              | Carlos Manarelli   |

#### Campeonatos nacionais
| Datas       | Carreiras                                 | Ganhador      |
| 26 de junho | Campeonato do Brasil Contrarrelógio (CRI) | Magno Nazaret |

## Funvic Soul Cycles-Carrefour

### 2016

#### Circuitos Continentais da UCI
| Data        | Circuito                 | Carreira                               | Ganhador      |
| 6 de abril  | UCI America Tour de 2016 | 1ª etapa da Volta ao Rio Grande do Sul | Murilo Ferraz |
| 10 de abril | UCI America Tour de 2016 | Volta ao Rio Grande do Sul             | Murilo Ferraz |

#### Campeonatos nacionais
| Datas       | Carreiras                       | Ganhador       |
| 26 de junho | Campeonato do Brasil em Estrada | Flavio Cardoso |

## Soul Brasil Pro Cycling Team

### 2017

#### Circuitos Continentais da UCI
| Data        | Circuito                 | Carreira                                      | Ganhador                     |
| 9 de abril  | UCI America Tour de 2017 | 3.ªb etapa da Volta Ciclista do Uruguai (CRE) | Soul Brasil Pro Cycling Team |
| 12 de abril | UCI America Tour de 2017 | 6.ª etapa da Volta Ciclista do Uruguai (CRI)  | Magno Nazaret                |
| 16 de abril | UCI America Tour de 2017 | Volta Ciclista do Uruguai                     | Magno Nazaret                |

#### Campeonatos nacionais
| Datas        | Carreiras                                 | Ganhador         |
| 24 de agosto | Campeonato do Brasil Contrarrelógio (CRI) | Magno Nazaret    |
| 27 de agosto | Campeonato do Brasil em Estrada           | Roberto Pinheiro |

### 2018

#### Circuitos Continentais da UCI
| Data        | Circuito                 | Carreira                                      | Ganhador                   |
| 24 de março | UCI America Tour de 2018 | 2.ªa etapa da Volta Ciclista do Uruguai (CRE) | Funvic-São José dos Campos |
| 30 de março | UCI America Tour de 2018 | 8.ªa etapa da Volta Ciclista do Uruguai (CRI) | Magno Nazaret              |
| 1 de abril  | UCI America Tour de 2018 | Volta Ciclista do Uruguai                     | Magno Nazaret              |

#### Campeonatos nacionais
| Datas       | Carreiras                                 | Ganhador           |
| 28 de junho | Campeonato do Brasil Contrarrelógio (CRI) | Lauro César Chaman |